# Ludwig Schweickert
Ludwig Schweickert, né le 26 avril 1915 à Fürth et mort le 11 juillet 1943 à Orel, est un lutteur allemand spécialiste de la lutte gréco-romaine.

## Carrière
Ludwig Schweickert participe aux Jeux olympiques d'été de 1936 à Berlin et remporte la médaille d'argent dans la catégorie des poids moyens.